# Massacre de Malmedy
Vous lisez un « article de qualité » labellisé en 2007.

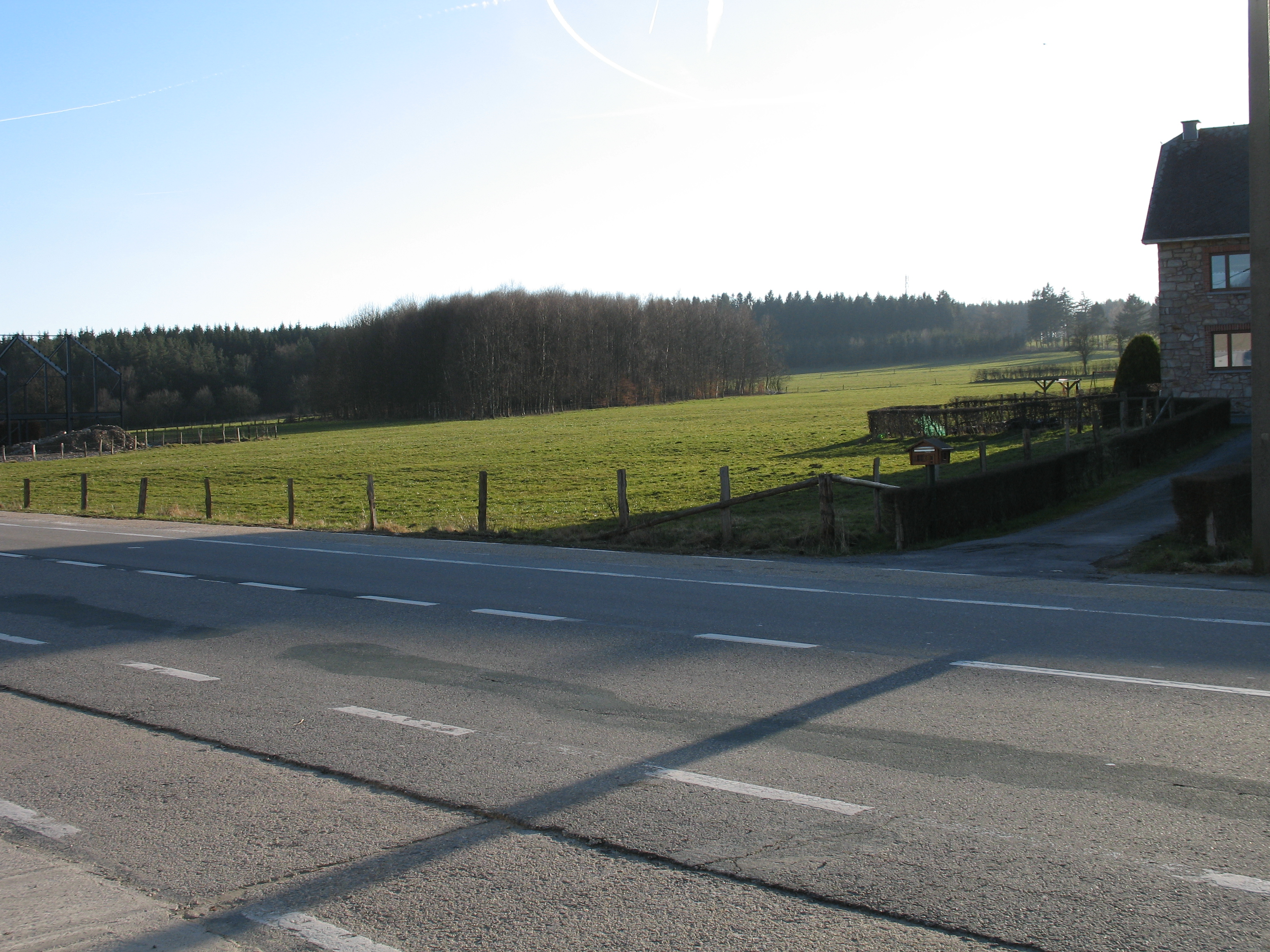
Le lieu du massacre (en 2007).

Le massacre de Malmedy, ou massacre de Baugnez, est un crime de guerre commis le 17 décembre 1944 par une unité allemande, le Kampfgruppe Peiper. Au cours de la bataille des Ardennes, ce Kampfgruppe a assassiné des prisonniers de guerre américains au carrefour de Baugnez, situé à quelques kilomètres au sud de la ville de Malmedy en Belgique.
D'un point de vue historiographique, cet événement est généralement connu sous le nom de « massacre de Malmedy », bien que la ville elle-même n'ait jamais été atteinte par les troupes allemandes au cours de l'offensive. Ce crime de guerre, qui s'inscrit dans une suite de crimes perpétrés par la même unité au cours de la même journée et les jours suivants, a fait l’objet d’un jugement rendu par le tribunal militaire de Dachau lors d'un procès tenu en 1946.

## Contexte
Dans le cadre des plans prévus par Adolf Hitler pour ce qui allait devenir la bataille des Ardennes, l’effort principal de rupture des lignes alliées avait été confié à la 6e SS Pz Armee sous le commandement du général Sepp Dietrich qui devait briser le front allié entre Montjoie et Losheimergraben pour franchir la Meuse avant de prendre Anvers. Sur l’aile gauche de ce dispositif se trouvait le Kampfgruppe (groupe de combat) Peiper composé d’unités blindées et motorisées. Une fois que l’infanterie aurait percé les lignes américaines, Peiper avait pour mission de prendre les ponts de la Meuse aux environs de Huy en passant par Ligneuville, Stavelot, Trois-Ponts et Werbomont,,,.
Les routes les plus praticables étaient toutefois réservées au gros de la 1re Division SS Leibstandarte Adolf Hitler, Peiper devant se contenter de chemins de traverse en mauvais état et peu aptes à supporter le passage de chars d’assaut et d’autres véhicules blindés lourds,,.
Par ailleurs, le succès de l’opération était subordonné à la prise rapide des ponts sur la Meuse, ce qui impliquait une avance rapide au travers du dispositif allié, éventuellement en contournant les points de résistance. Un autre élément que devait prendre en compte Peiper était le manque d’essence, les ressources du Reich en matière de carburant ayant été drastiquement réduites depuis la perte de la Roumanie.
Enfin, dans le contexte de cette affaire, il convient de ne pas perdre de vue que des ordres spécifiques auraient été donnés par Hitler pour que la bataille soit menée avec brutalité en vue de terroriser l’adversaire. Sepp Dietrich a confirmé le fait durant le procès relatif à cette affaire. Selon certaines sources, lors des briefings précédant l’opération, Peiper aurait clairement déclaré qu’il ne fallait pas faire de quartier, ne pas faire de prisonniers et ne manifester aucune pitié envers les civils belges,.

## Percée et premiers massacres

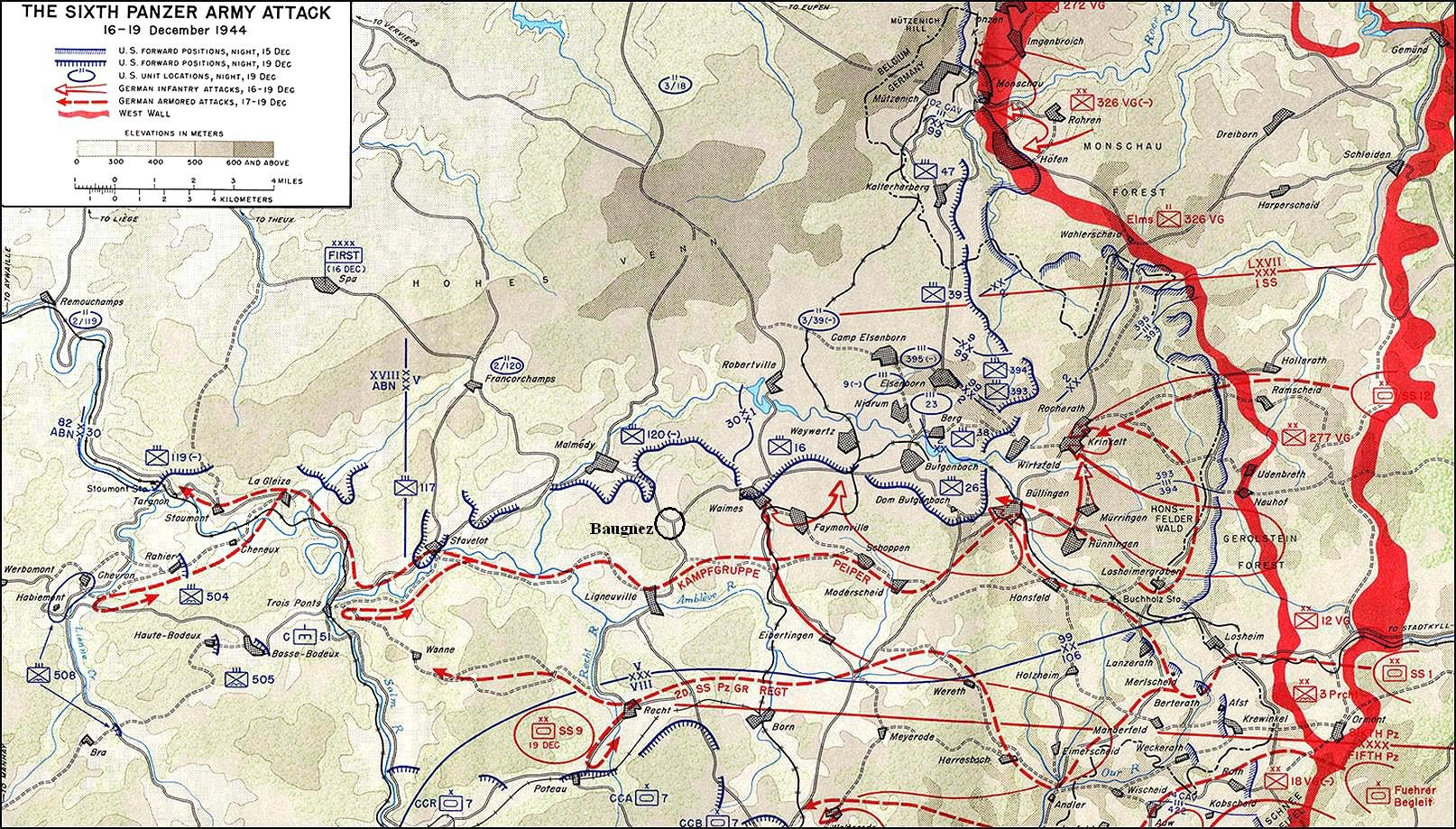
Le trajet parcouru par le Kampfgruppe Peiper : le carrefour de Baugnez est au centre de la carte, entouré d'un cercle noir, à égale distance de Malmedy, Ligneuville et Waimes.

Dès le départ, les opérations sur le front nord s’engagent mal et, en raison d’une résistance opiniâtre des troupes américaines, prennent beaucoup de retard. Alors que Peiper espère pouvoir exploiter une percée dès le matin du 16 décembre, premier jour de l’offensive, il doit en fait ronger son frein dans les embouteillages à l’arrière du front tandis que l’infanterie allemande piétine. Ce n’est que peu avant l’aube du 17 décembre qu’il parvient à opérer une première percée en direction de Honsfeld où des éléments de son groupe tuent de sang-froid plusieurs dizaines de prisonniers américains,,,.
Après avoir pris Honsfeld, Peiper dévie pendant quelques kilomètres de l’itinéraire qui lui était imparti pour s’emparer d’un petit dépôt d’essence à Bullange (Bullingen) où un autre massacre de prisonniers de guerre américains est rapporté,, ce que réfute toutefois MacDonald.
Alors qu’il est sur les arrières de l’ennemi et qu’en remontant de Bullange vers Elsenborn au nord, il pourrait prendre au piège deux divisions américaines (la 2e et la 99e), Peiper décide de revenir à l’itinéraire qui lui est imparti et de gagner Ligneuville à l'ouest en passant par Möderscheid, Schoppen, Ondenval et Thirimont,,.
Le trajet est difficile en raison de la nature du terrain et de la qualité des routes disponibles, au point qu’à la sortie du petit village de Thirimont, la pointe de son avant-garde ne peut prendre la route directe vers Ligneuville, laquelle s’avère impraticable. Un détour en dehors du trajet prévu s’impose. Plutôt que de se diriger au sud-ouest à la sortie de Thirimont, l’avant-garde s'oriente au nord-ouest en direction du carrefour de Baugnez qui se trouve à égale distance de Malmedy, Ligneuville et Waimes,,.

## Massacre au carrefour

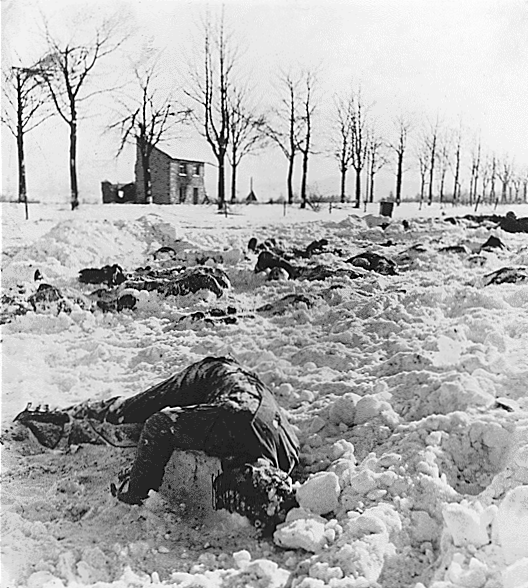
Les corps des victimes, enfouis sous la neige, sont retrouvés le 14 janvier 1945.

### Engagement et reddition
Au moment où, entre midi et treize heures, l’avant-garde allemande approche du carrefour, un convoi américain d’une trentaine de véhicules, composé essentiellement d’éléments du 285e bataillon d'observation d'artillerie de campagne, vient de franchir le carrefour et s’engage sur la route en direction de Ligneuville en vue de gagner Saint-Vith où il doit rejoindre la 7e division blindée, à laquelle il est attaché et qui a été dépêchée à cet endroit en vue de renforcer les défenses de la ville,.
Ayant aperçu les véhicules, l’avant-garde de Peiper ouvre le feu en direction du convoi américain, immobilisant les véhicules de tête et de queue et forçant ainsi le convoi à s'arrêter. Dépourvus d’armes lourdes, les Américains n'ont que des fusils ou des pistolets à opposer aux Allemands. Ils cessent rapidement le combat et se rendent,,.

### Massacre des prisonniers américains
Pendant que la colonne allemande poursuit sa route vers Ligneuville, les prisonniers, auxquels les Allemands ont joint d’autres hommes capturés par les SS plus tôt dans la journée, sont amenés dans une prairie le long de la route. La plupart des témoignages recueillis par la suite auprès des survivants précisent qu’environ 120 hommes ont été ainsi regroupés dans la prairie. Pour une raison qui aujourd’hui encore reste obscure, les Allemands vont soudain ouvrir le feu sur leurs prisonniers. Du côté allemand, certains ont par la suite prétendu que des prisonniers auraient tenté de s’évader ; d’autres que, laissés à eux-mêmes dans la prairie, les prisonniers auraient repris les armes qu'ils avaient abandonnées et ouvert le feu sur les troupes allemandes qui continuaient leur progression en direction de Ligneuville. Selon certaines sources, il s'agirait essentiellement d'un incident malheureux dû à un enchaînement de circonstances ayant conduit les Allemands à ouvrir le feu sans qu'ils aient réellement eu l'intention délibérée d'abattre leurs prisonniers,,,.
Lorsque les Allemands ouvrent le feu, la panique se déclenche parmi les prisonniers. Certains essaient de s’enfuir. La plupart sont abattus. D’autres essaient de se réfugier dans un café situé au carrefour. Les Allemands mettent le feu au bâtiment et tuent tous ceux qui essaient d’en sortir. D’autres enfin, voyant leurs camarades s’effondrer, se laissent tomber et font le mort, ce qui ne les sauve pas nécessairement. Les SS vont circuler entre les corps amoncelés et donner le coup de grâce à quiconque donne un signe de vie,.

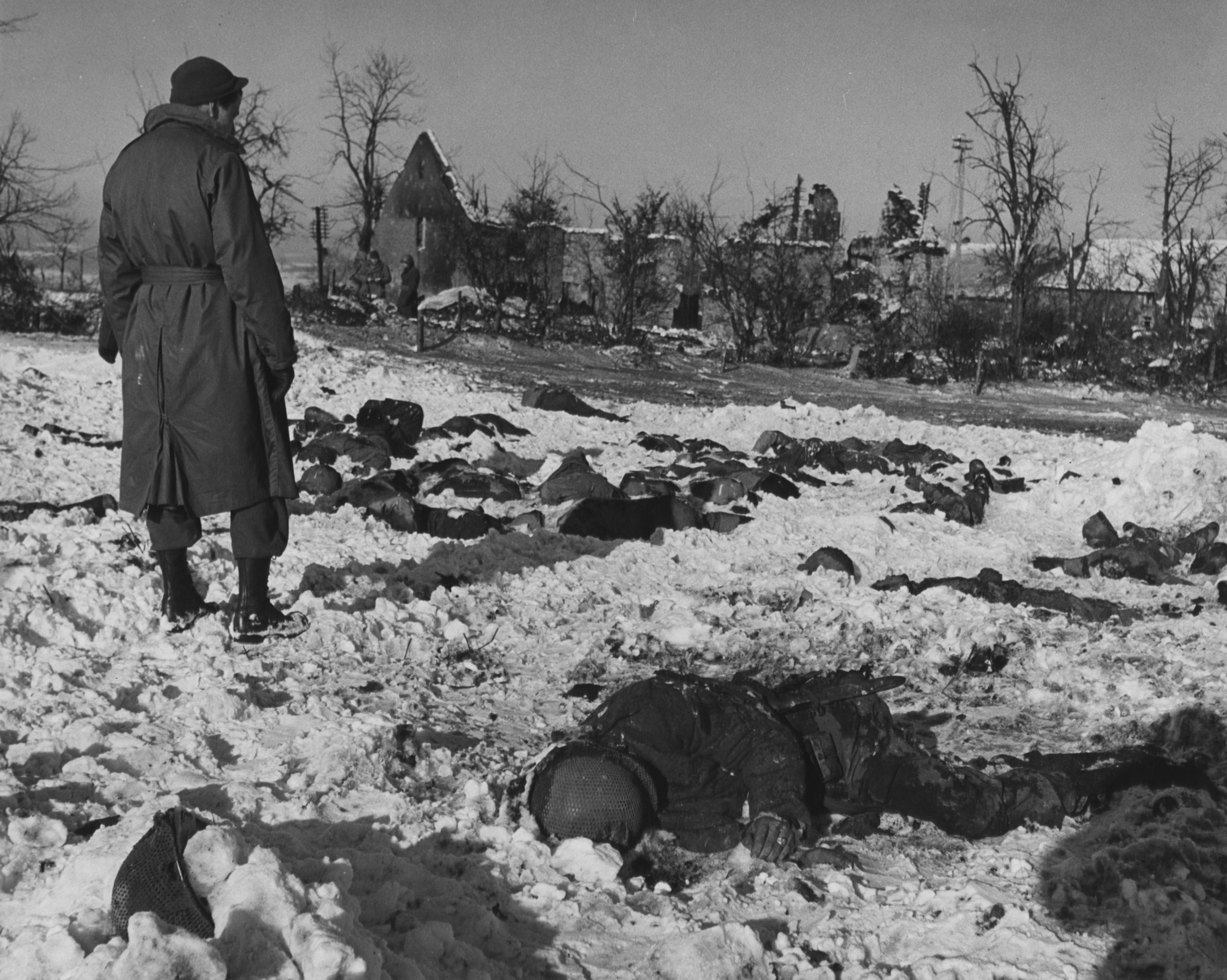
D'autres corps de GIs retrouvés gisant dans la neige par un soldat américain.

Au bout de quelques heures, certains hommes, quoique blessés ou choqués, se relèvent et, échappant à la surveillance des Allemands, parviennent à rejoindre leurs lignes, alors à Malmedy. Quarante-trois survivants parviennent à rejoindre les lignes alliées, parfois après plusieurs jours d'errance et avec l'aide de la population. Tous les récits de ces survivants, recueillis immédiatement après le massacre, sont semblables et convergents, alors même que les intéressés n’ont pas nécessairement eu l’occasion de se concerter,,.

### Diffusion rapide de l'information
De Malmedy, les premiers rapports parviennent au QG de la 1re Armée US du général Courtney Hodges à Spa dès le 17 décembre. De là, la nouvelle est répercutée au plus haut niveau du SHAEF, tandis que la rumeur la propage jusqu’aux avant-postes américains dans un délai étonnamment court. L'annonce de ce massacre provoque l’écœurement des GI et décuple leur ardeur au combat. En représailles, des militaires américains tuent au moins douze prisonniers de guerre allemands le 1er janvier 1945 ; cet événement est connu sous le nom de « massacre de Chenogne »,,.

### Autopsies et preuves d'un crime de guerre

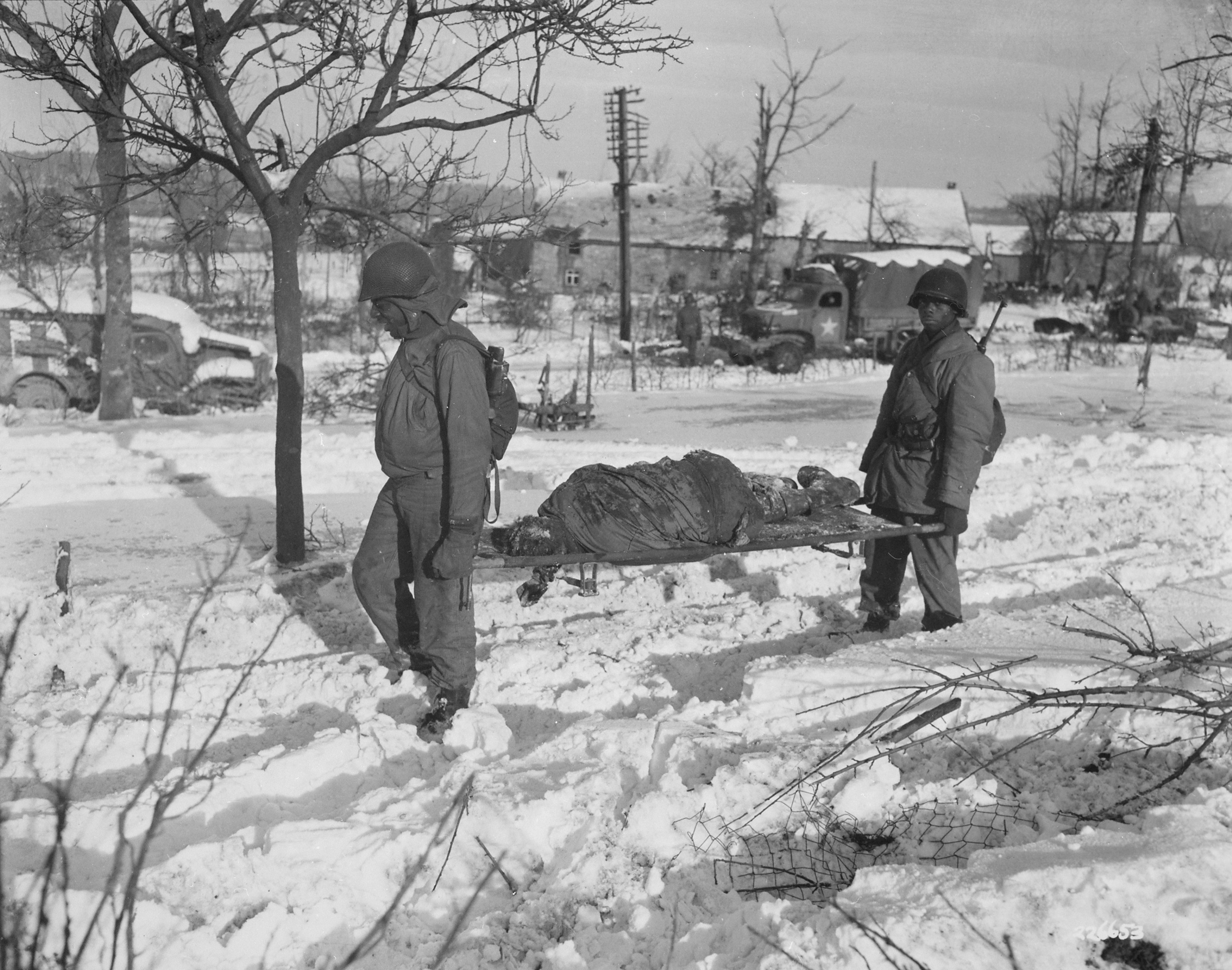
Les corps sont transportés à Malmedy pour être examinés par les médecins légistes.

Le carrefour de Baugnez est resté dans un no man’s land jusqu’au moment de la contre-offensive alliée. Ce n’est que le 14 janvier 1945 que les Américains peuvent dégager les corps des victimes gelés et recouverts de neige. Cette opération est faite avec beaucoup de méticulosité car les indices relevés par les médecins doivent servir de base à un procès à charge des responsables.
L'autopsie des corps montre que vingt au moins des soldats tués présentaient, outre des blessures faites par des tirs d'armes automatiques, des blessures fatales à la tête provoquées par des tirs à bout portant. Vingt autres présentaient également des blessures à la tête faites au moyen d'armes de petit calibre, sans qu'il soit toutefois possible de déterminer s'il s'agissait de tirs à bout portant, aucune trace résiduelle de poudre n'ayant été trouvée. Enfin, une dizaine d'autres portaient à la face des ecchymoses apparemment provoquées par des crosses de fusils allemands. Autre élément d’importance, certains des corps ne présentent qu’une seule blessure, à la tempe ou derrière l’oreille,.
En définitive, 72 corps sont relevés dans le champ les 14 et 15 janvier 1945. Douze autres corps, plus éloignés de la pâture, sont retrouvés entre le 7 février et le 15 avril 1945.
Il ressort du schéma annexé au document du major Glass que la plupart des corps ont été retrouvés dans un espace très restreint, ce qui pourrait indiquer que les hommes étaient regroupés au moment où ils furent tués.

## Peiper poursuit sa route

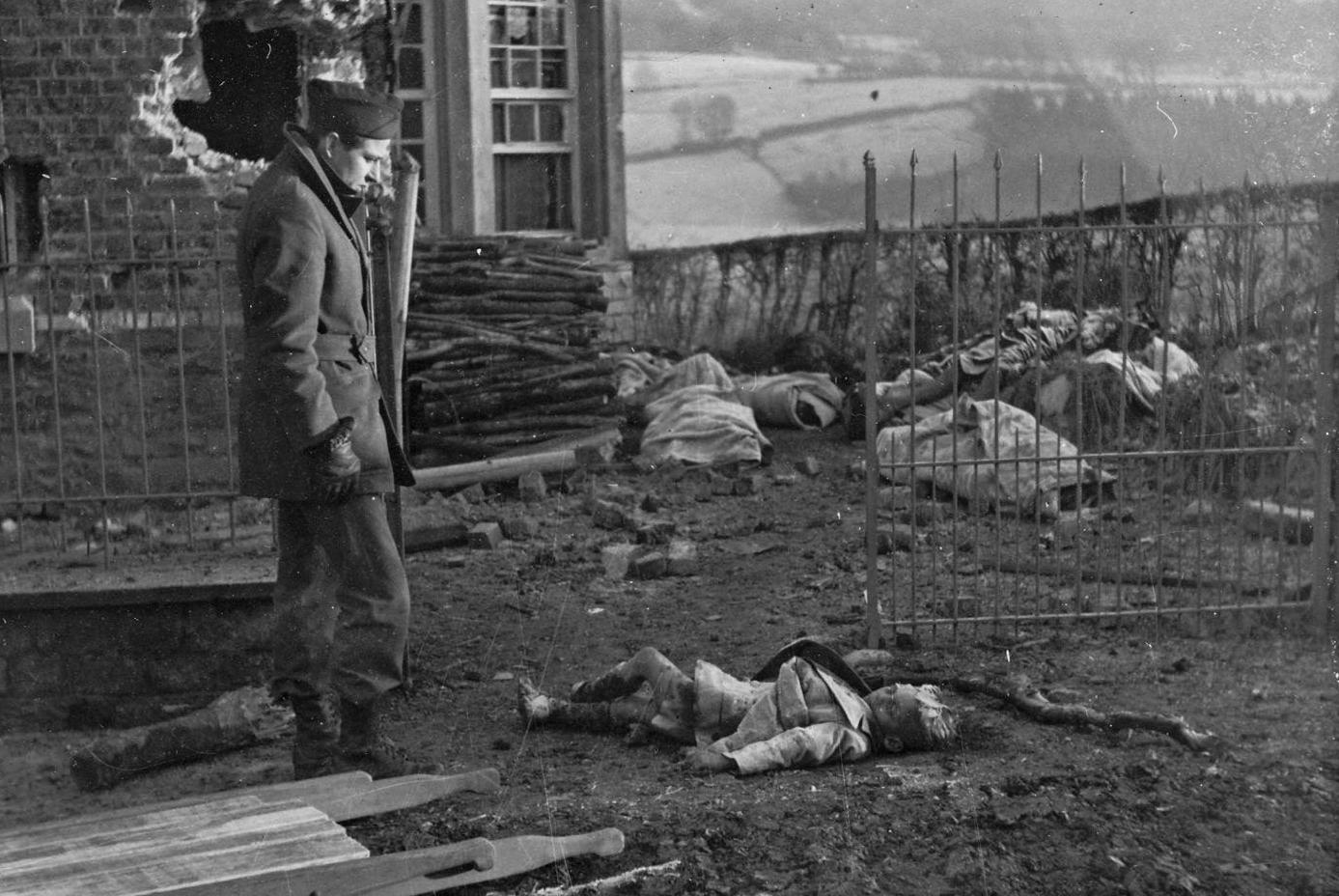
Le correspondant de guerre Jean Marin regarde les corps des civils massacrés à la maison Legaye à Stavelot (Belgique).

La percée réalisée par le Kampfgruppe Peiper au travers des lignes américaines est marquée par d’autres massacres de prisonniers de guerre et, par la suite, de civils belges. Ainsi, des membres de sa troupe tuent au moins huit autres prisonniers américains à Ligneuville,.
De nouveaux massacres de prisonniers américains sont encore rapportés à La Gleize et Stoumont les 18, 19 et 20 décembre,. Enfin, les 18 et 19 décembre 1944, dans la région comprise entre Stavelot et Trois-Ponts, alors que les Allemands essayent de reprendre le contrôle du pont sur l'Amblève à Stavelot, essentiel pour que les renforts et les approvisionnements puissent atteindre le Kampfgruppe, les troupes de Peiper se rendent coupables de massacres qui entraînent la mort de plus de cent civils, dont nombre de femmes et enfants,,,.
En faisant sauter les ponts qui lui auraient permis de gagner les hauteurs et des routes plus dégagées, les troupes américaines parviennent à contenir l’avance de Peiper dans la vallée de l’Amblève avant que les renforts ne l'encerclent à Stoumont et La Gleize. Peiper parvient à rompre l’encerclement en passant à pied au travers des bois avec 800 de ses hommes, mais est obligé d'abandonner sur place tout son matériel lourd, y compris plusieurs chars Tigre II,.
Lors de leur bataille autour de La Gleize, les hommes de Peiper capturent le 21 décembre un officier américain de haut rang, le major Harold D. McCown, commandant un des bataillons du 119e régiment d'infanterie. Ce dernier, informé du massacre de Malmedy, s'inquiète auprès de Peiper de son sort et de celui de ses hommes. Selon McCown, Peiper lui aurait certifié que ni lui ni aucun de ses hommes ne risquaient rien et qu'il respecterait la Convention de Genève,. De fait, McCown constate que ses hommes ne sont finalement menacés en aucune manière. Il devait du reste témoigner en faveur de Peiper au cours du procès de 1946 à Dachau.
Tous les crimes dont ont été accusés Peiper et ses hommes au cours de la tentative de percée vers la Meuse ont été commis avant la capture du major McCown. Par ailleurs, au moment même de cet échange avec McCown, Peiper est encerclé, et ses chances d'échapper à cet encerclement sont faibles. À supposer qu'il ait eu connaissance des crimes de guerre commis par ses hommes, il est donc possible que Peiper ait simplement refusé d'admettre face à un officier américain avoir commis ou avoir laissé commettre des crimes de guerre, et encore moins envisager d'en commettre d'autres à ce moment précis de la bataille,,.
Par la suite, le Kampfgruppe Peiper, rééquipé, reprend le combat en Ardenne et au moins un assassinat de prisonnier de guerre lui est encore imputé le 13 janvier 1945 à Petit-Thier,.
Le nombre exact d’assassinats de prisonniers de guerre et de civils imputables au Kampfgruppe Peiper reste toujours sujet à débat. Selon certaines sources, de 538 à 749 prisonniers de guerre anonymes auraient été victimes de crimes de guerre perpétrés par le groupe Peiper. Ces chiffres ne sont toutefois pas corroborés par le rapport établi par la sous-commission du Sénat des États-Unis qui devait plus tard enquêter sur le procès. Selon la commission, le total des morts s’élèverait à 362 prisonniers de guerre et 111 civils. Selon ce rapport, les morts ont été relevés aux endroits suivants :

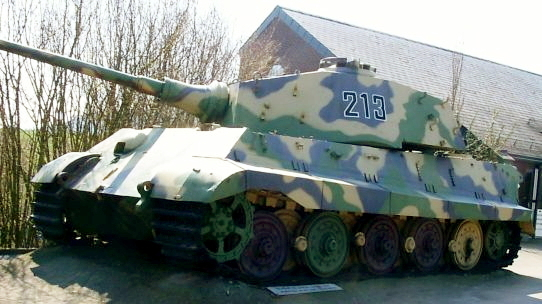
Char Tigre II abandonné par le Kampfgruppe Peiper à La Gleize en décembre 1944.

| Localité    | Prisonniers de guerre | Civils |
| ----------- | --------------------- | ------ |
| Honsfeld    | 19                    |        |
| Büllingen   | 59                    | 1      |
| Baugnez     | 84                    |        |
| Ligneuville | 58                    |        |
| Stavelot    | 8                     | 93     |
| Cheneux     | 31                    |        |
| La Gleize   | 45                    |        |
| Stoumont    | 44                    | 1      |
| Wanne       |                       | 5      |
| Trois-Ponts | 11                    | 10     |
| Lutrebois   |                       | 1      |
| Petit Thier | 1                     |        |

## Procès et conséquences
L’ampleur du massacre, qui est le seul perpétré à cette échelle contre les troupes américaines en Europe durant la Seconde Guerre mondiale, a frappé les imaginations encore que le nombre des victimes, tant civiles que militaires, soit réduit en comparaison d'autres abominations au cours du même conflit.
Outre l’effet que l'événement a pu avoir sur les combattants américains engagés au front, il semble que l'information a eu également un grand retentissement aux États-Unis. Ceci explique pourquoi les présumés coupables ont été, après la guerre, déférés devant le Tribunal militaire de Dachau dont les audiences se sont tenues entre mai à juin 1946.
Durant ce procès, connu par la suite sous le nom de procès du massacre de Malmedy, qui visait en fait toutes les exactions imputées au Kampfgruppe Peiper au cours de la bataille des Ardennes, l’accusé le plus élevé en grade était le général Sepp Dietrich, chef de la 6e Armée panzer SS, dont relevait Peiper. Joachim Peiper et ses principaux subordonnés figuraient au rang des accusés. Parmi les 70 personnes traduites en justice, 43 ont été condamnées à mort et 22 accusés ont été condamnés à la prison à vie ; aucune peine de mort n'a cependant été exécutée. Huit autres accusés ont été condamnés à des peines de moindre importance.
Toutefois, dès le prononcé des peines, le déroulement du procès a été contesté d’abord en Allemagne, puis aux États-Unis. L’affaire a été évoquée devant la Cour suprême des États-Unis qui a refusé d'examiner la question. Elle a ensuite été examinée par une sous-commission ad hoc du Sénat des États-Unis, ce qui a donné à un jeune sénateur du Wisconsin, Joseph McCarthy, une occasion d’essayer de se faire un nom. Pour arriver à ses fins, il a pris la défense des condamnés en faisant valoir que le tribunal n’avait pas été équitable à leur égard. Il est allé jusqu'à prétendre que les inculpés avaient été torturés durant leurs interrogatoires avant le procès,,.
Ces interventions avaient attiré l’attention sur le procès et sur certaines irrégularités dont avaient été entachés les interrogatoires qui l’avaient précédé. Avant même que le Sénat des États-Unis s’y intéresse, certaines peines de mort avaient déjà été commuées à la suite d'une révision du procès effectuée par l'armée des États-Unis et toutes les autres l'ont été dans les années suivantes. Dans le courant des années 1950, tous les condamnés ont été relaxés. Peiper est libéré le 22 décembre 1956 et le dernier des hommes condamnés en même temps que lui sort de prison un mois plus tard.
Enfin, un procès distinct relatif aux crimes de guerre commis contre les civils à Stavelot s'est ouvert le 6 juillet 1948 devant le Conseil de guerre de Liège à charge contre dix hommes du Kampfgruppe Peiper. Ces hommes avaient été capturés le 22 décembre 1944 par les troupes américaines non loin d'un des endroits où avait eu lieu un des massacres de civils à Stavelot. Un homme a été acquitté, les autres ont été reconnus coupables et pour la plupart condamnés à des peines de dix ans de travaux forcés, sauf deux gradés qui se sont vu infliger des peines de douze et quinze ans.

#### Études
- (en) Hugh M. Cole (Office of the Chief of Militiary History), United States Army in World War II, The European Theater of Operations, The Ardennes: Battle of, Washington, D.C., Department of the Army, 1965 (lire en ligne).
- Charles B. MacDonald (en), Noël 44 : la bataille d'Ardenne, Bruxelles, Didier Hatier, 1989 (ISBN 2-87088-664-0).
- Émile Engels, Ardennes 1944-1945 : Guide du champ de bataille, Bruxelles, Racine, 1994, 141 p. (ISBN 978-2873860110).
- (en) Richard Gallagher, Malmedy Massacre, Paperback Library, 1964, 158 p. (ASIN B000I3QCEW).
- Gerd J. Gust Cuppens, Massacre à Malmedy ? Ardennes : 17 décembre 1944, Heimdal, 1989, 160 p. (ISBN 978-2902171538).
- (en) Robert Griffith, The Politics of Fear : Joseph R. McCarthy and the Senate, University of Massachusetts Press, 1987, 362 p. (ISBN 9780870235559).
- Roger Martin, L'Affaire Peiper, Dagorno, 1994, 173 p. (ISBN 9782910019075).
- (en) Steven P. Remy, The Malmedy Massacre - The War Crimes Trial Controversy, Cambridge, Massachusetts, Harvard University Press, 2017 (ISBN 978-0-674-97195-0).
- (en) Danny S. Parker, Fatal Crossroads - The Untold Story of the Malmédy Massacre at the Battle of the Bulge, Philadelphie, Da Capo Press, 2012 (ISBN 978-0-306-81193-7).

#### Articles
- (en) Michael Reynolds, « Massacre At Malmedy During the Battle of the Bulge », World War II Magazine,‎ février 2003 (lire en ligne).
- Arnaud Beinat, « Massacres dans les Ardennes », Cibles, no 607,‎ janvier 2021, p. 87 à 91 (ISSN 0009-6679)